# Niederländische Badmintonmeisterschaft 1992
Die Niederländische Badmintonmeisterschaft 1992 war die 47. Austragung der nationalen Titelkämpfe im Badminton in den Niederlanden.

## Sieger und Finalisten
| Disziplin    | Gold                                | Silber               |
| ------------ | ----------------------------------- | -------------------- |
| Herreneinzel | Jeroen van Dijk                     | Pierre Pelupessy     |
| Dameneinzel  | Eline Coene                         | Erica van den Heuvel |
| Herrendoppel | Pierre Pelupessy Alex Meijer        |                      |
| Damendoppel  | Eline Coene Erica van den Heuvel    |                      |
| Mixed        | Randy Trieling Erica van den Heuvel |                      |